# Skärp dig, älskling!
Skärp dig, älskling! är en svensk komediserie från 1981, regisserad av Carl Torell och med manus av Birgitta Götestam. Produktionsledare var Sigurd Jørgensen.

## Rollista
- Gunilla Olsson – Agneta
- Anders Åberg – Lars
- Rosemarie Fröberg – Jenna
- Tomas Rander – Petter
- Sven Holmberg – Gösta
- Agneta Prytz – Majken
- Anna Sundqvist – Linnea
- Bernt Lundquist – Johan
- Meg Westergren – Ulla
- Åke Lagergren – Rune
- Peter Flack – grannen
- Ulla-Britt Norrman-Olsson – Viveka
- Barbro Hiort af Ornäs – Dagny
- Tor Isedal – Herbert
- Stellan Skarsgård – Georg
- Kent Malmström – Sten
- Marianne Karlbeck – Maggi
- Agneta Ehrensvärd – Maud
- Bo Bergström – försäljaren
- Hans Klinga – kunden
- Axel Düberg – läkaren
- Marie-Louise Werklund – sjuksystern
- Gustav Kling – konduktören
- Mats Bergman – tågpassageraren
- Maud Hansson
- Stig Gustavsson
- Marrit Ohlsson
- Gerthi Kulle
- Ulla Akselson
- Maud Sjökvist